# Gura Sărății
Gura Sărății – wieś w Rumunii, w okręgu Buzău, w gminie Merei. W 2011 roku liczyła 182 mieszkańców.